# Węgry na Mistrzostwach Świata w Lekkoatletyce 2017
Węgry na Mistrzostwach Świata w Lekkoatletyce 2017 – reprezentacja Węgier podczas mistrzostw świata w Londynie liczyła 16 zawodników, którzy zdobyli 2 medale.

## Zdobyte medale
| Medal  | Zawodnik     | Konkurencja                | Rezultat | Data       |
| ------ | ------------ | -------------------------- | -------- | ---------- |
| srebro | Anita Márton | pchnięcie kulą             | 19,49    | 9 sierpnia |
| brąz   | Balázs Baji  | bieg na 110 m przez płotki | 13,28    | 7 sierpnia |

## Skład reprezentacji
Mężczyźni
| Zawodnik        | Konkurencja                | Eliminacje | Eliminacje | Półfinał | Półfinał | Finał    | Finał   |
| Zawodnik        | Konkurencja                | Rezultat   | Pozycja    | Rezultat | Pozycja  | Rezultat | Pozycja |
| --------------- | -------------------------- | ---------- | ---------- | -------- | -------- | -------- | ------- |
| Balázs Baji     | bieg na 110 m przez płotki | 13,35      | 6. Q       | 13,23    | 5. Q     | 13,28    | brąz    |
| Máté Helebrandt | chód na 50 km              | —          | —          | —        | —        | 3:43:56  | 6.      |

| Zawodnik            | Konkurencja    | Kwalifikacje | Kwalifikacje | Finał | Finał   |
| Zawodnik            | Konkurencja    | Wynik        | Pozycja      | Wynik | Pozycja |
| ------------------- | -------------- | ------------ | ------------ | ----- | ------- |
| Zoltán Kővágó       | rzut dyskiem   | 59,46        | 22.          | NQ    | NQ      |
| Bence Halász        | rzut młotem    | 75,56        | 5. Q         | 74,45 | 11.     |
| Krisztián Pars      | rzut młotem    | 74,08        | 14.          | NQ    | NQ      |
| Norbert Rivasz-Tóth | rzut oszczepem | 78,76        | 21.          | NQ    | NQ      |

Kobiety
| Zawodniczka       | Konkurencja                   | Eliminacje | Eliminacje | Półfinał | Półfinał | Finał    | Finał   |
| Zawodniczka       | Konkurencja                   | Rezultat   | Pozycja    | Rezultat | Pozycja  | Rezultat | Pozycja |
| ----------------- | ----------------------------- | ---------- | ---------- | -------- | -------- | -------- | ------- |
| Gréta Kerekes     | bieg na 100 m przez płotki    | 13,15      | 26.        | NQ       | NQ       | NQ       | NQ      |
| Luca Kozák        | bieg na 100 m przez płotki    | 13,17      | 28.        | NQ       | NQ       | NQ       | NQ      |
| Viktória Gyürkés  | bieg na 3000 m z przeszkodami | 9:52,66    | 27.        | —        | —        | NQ       | NQ      |
| Barbara Kovács    | chód na 20 km                 | —          | 1:32:44    | 27.      |          |          |         |
| Viktória Madarász | chód na 20 km                 | —          | 1:30:05    | 12.      |          |          |         |
| Rita Récsei       | chód na 20 km                 | —          | 1:40:56    | 51.      |          |          |         |

| Zawodniczka  | Konkurencja    | Kwalifikacje | Kwalifikacje | Finał | Finał   |
| Zawodniczka  | Konkurencja    | Wynik        | Pozycja      | Wynik | Pozycja |
| ------------ | -------------- | ------------ | ------------ | ----- | ------- |
| Réka Gyurátz | rzut młotem    | 67,48        | 16.          | NQ    | NQ      |
| Anita Márton | pchnięcie kulą | 18,76        | 3. Q         | 19,49 | srebro  |
| Anita Márton | rzut dyskiem   | 55,96        | 24.          | NQ    | NQ      |

Siedmiobój
| Zawodniczka              | Konkurencja | 100H  | HJ   | SP    | 200 m | LJ   | JT    | 800 m   | Wynik | Pozycja |
| ------------------------ | ----------- | ----- | ---- | ----- | ----- | ---- | ----- | ------- | ----- | ------- |
| Xénia Krizsán            | Rezultat    | 13,70 | 1,77 | 14,14 | 25,15 | 5,93 | 51,25 | 2:07,17 | 6356  | 9.      |
| Xénia Krizsán            | Punkty      | 1021  | 941  | 803   | 873   | 828  | 884   | 1006    | 6356  | 9.      |
| Györgyi Zsivoczky-Farkas | Rezultat    | 14,05 | 1,77 | 13,75 | 25,38 | 5,94 | 44,95 | 2:13,44 | 6050  | 17.     |
| Györgyi Zsivoczky-Farkas | Punkty      | 971   | 941  | 777   | 852   | 831  | 763   | 915     | 6050  | 17.     |